# Караван — Око Кључа
„Караван — Око Кључа” је југословенски ТВ филм из 1968. године. Режирао га је Звонко Симоновић а сценарио је написао Милан Ковачевић.